# Nicolaes Hals

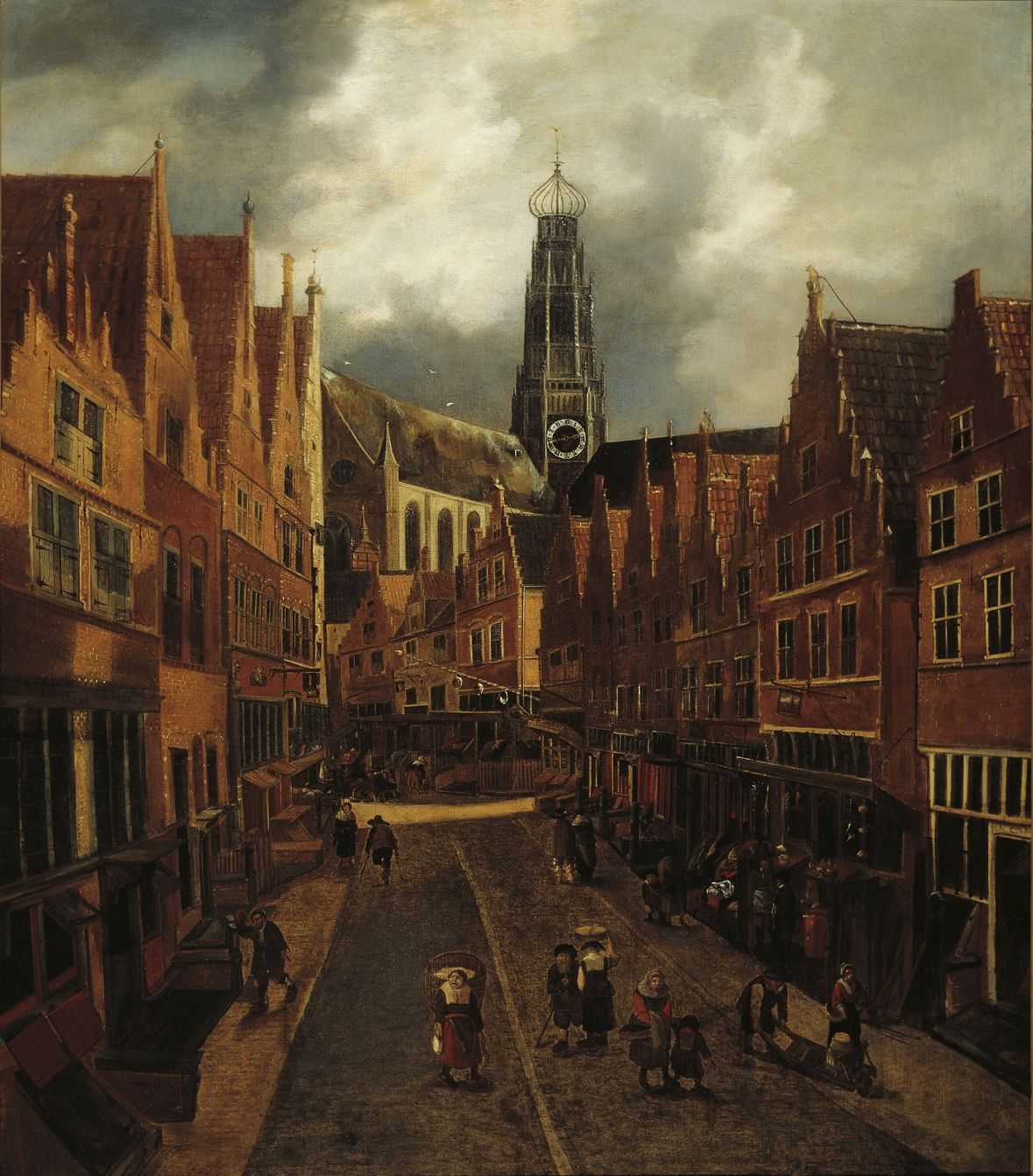
Vista de la Grote Houtstraat en Haarlem, óleo sobre lienzo, 102 x 105 cm, Haarlem, Frans Hals Museum.

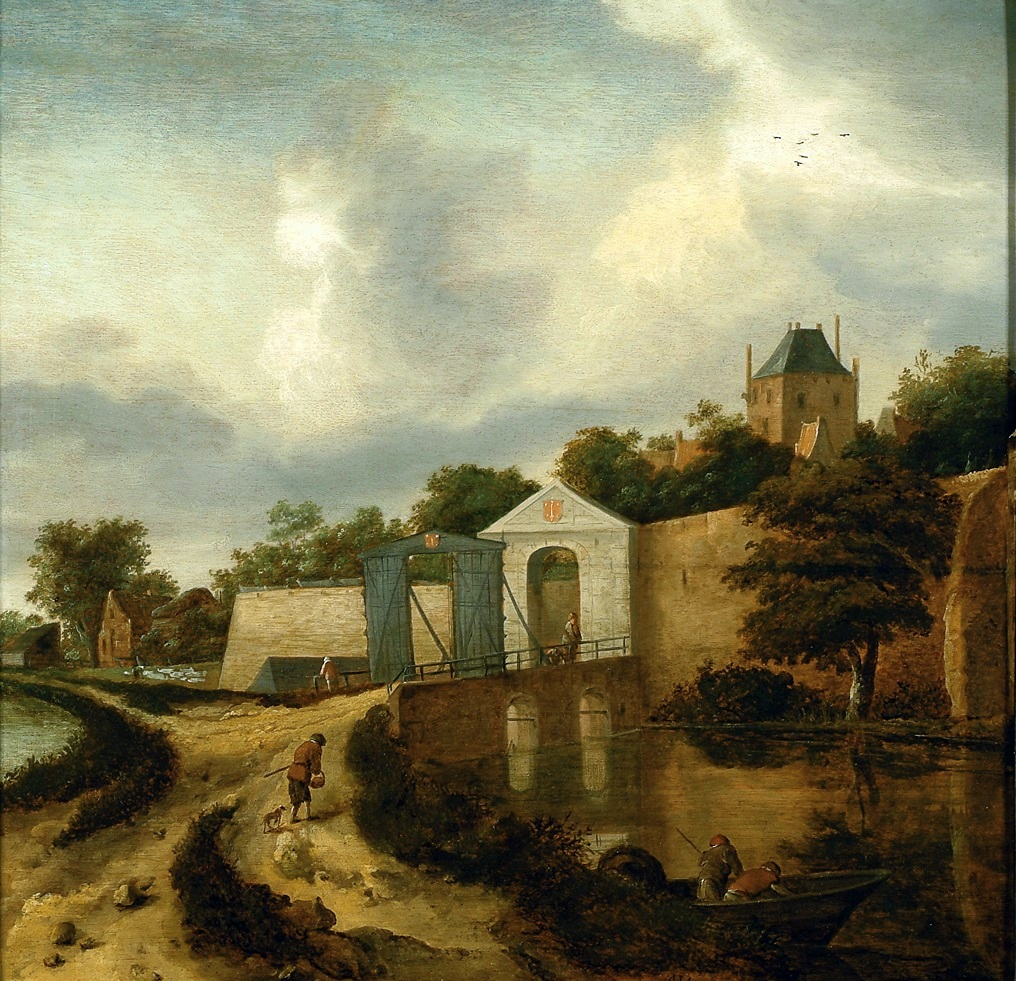
Zijlpoort, Haarlem, óleo sobre tabla, 56 x 65 cm, Haarlem, Frans Hals Museum.

Nicolaes Hals (Haarlem, 1628-1686) fue un pintor barroco neerlandés. 

## Biografía
Hijo de Frans Hals y de Lysbeth Reijniersdr., su segunda esposa, fue bautizado el 25 de julio de 1628 en la iglesia de San Bavón. El 29 de marzo de 1655 contrajo matrimonio con Janneke Hendricksdr., viuda rica, y unos meses después, en noviembre, ingresó en la guilda de San Lucas. Compatibilizó el oficio de pintor —en 1682 y 1685 fue administrador del gremio— con otros negocios, pues consta que en 1664 adquirió una fábrica de cerveza.
La obra de Nicolaes está formada por paisajes invernales y vistas urbanas de Haarlem, con atención a los detalles arquitectónicos y en ocasiones casi topográficas, pero con cierta torpeza en la ejecución de las figuras menudas, y un reducido número de escenas de género, en un estilo cercano al de Jan Miense Molenaer (Mujer leyendo en un interior, La Haya, Mauritshuis).